# Chérie, j'ai rétréci les gosses
Pour la série télévisée, voir Chérie, j'ai rétréci les gosses (série télévisée).
Série Chérie, j'ai rétréci les gosses
Chérie, j'ai agrandi le bébé
(1992)
Pour plus de détails, voir Fiche technique et Distribution.
Chérie, j'ai rétréci les gosses ou Chérie, j'ai réduit les enfants au Québec et au Nouveau-Brunswick (Honey, I Shrunk the Kids) est une comédie américaine réalisée par Joe Johnston et sortie en 1989.
Le film est un succès surprise au box-office avec plus de 222 millions de dollars pour un budget de 14 millions. Ce succès engendre la création d'une franchise. Le film connaît plusieurs suites, une série télévisée et des attractions.

## Synopsis
Wayne Szalinski est un savant excentrique. Il a transformé sa maison en véritable laboratoire au grand désespoir de ses voisins, les Thompson, qui ne supportent plus le bruit quotidien du poste à souder. La dernière invention de Szalinski est une machine capable de miniaturiser la matière qu'il garde dans son grenier, à l'écart de sa femme Diane et de leurs deux enfants, Amy et Nick.
Un jour, une balle de baseball lancée par Ron, le fils cadet des Thompson, déclenche l'appareil. Alors qu'Amy, Nick, Ron et son grand frère Russ Jr. tentent de récupérer la balle perdue au grenier, la machine les réduit à la taille d'une tête d'épingle. Mis à la poubelle par Szalinski qui pense que son invention ne fonctionnera jamais, les quatre minuscules enfants se retrouvent alors dans le jardin, qui prend des allures de jungle impénétrable et menaçante…

## Fiche technique
- Titre original : Honey, I Shrunk the Kids
- Titre français : Chérie, j'ai rétréci les gosses
- Titre québécois : Chérie, j'ai réduit les enfants
- Réalisation : Joe Johnston
- Scénario : Ed Naha et Tom Schulman, d'après une histoire imaginée par Stuart Gordon, Brian Yuzna et Ed Naha
- Musique : James Horner
- Direction artistique : Dorree Cooper et John Iacovelli
- Décors : Macedonio Ramos
- Costumes : Carol Brolaski
- Photographie : Hiro Narita
- Montage : Michael A. Stevenson
- Production : Penney Finkelman Cox
  - Producteur exécutif : Thomas G. Smith
  - Coproducteur : Jon Landau, Brian Yuzna
- Sociétés de production : Walt Disney Pictures et Silver Screen Partners III
- Société de distribution : Buena Vista Distribution
- Budget : 18 000 000 $ (estimation)[1]
- Pays de production :  États-Unis
- Langue originale : anglais
- Format : couleur (Metrocolor) - 35 mm - 1,85:1 - Son : Dolby
- Genre : comédie, science-fiction, aventure
- Durée : 93 minutes
- Dates de sortie :
  - États-Unis : 23 juin 1989[2]
  - France : 7 février 1990

## Distribution
- Rick Moranis (VF : Georges Caudron) : Wayne Szalinski
- Matt Frewer (VF : Roland Timsit) : Russell « Russ » Thompson, Sr.
- Marcia Strassman (VF : Véronique Augereau) : Diane Szalinski
- Kristine Sutherland (VF : Maïk Darah) : Mae Thompson
- Thomas Wilson Brown (VF : Mathias Kozlowski) : Russell « Russ » Thompson, Jr.
- Jared Rushton (VF : Hervé Rey) : Ronald « Ron » Thompson
- Amy O'Neill (VF : Valérie Siclay) : Amy Szalinski
- Robert Oliveri (VF : Emmanuel Garijo) : Nick Szalinski
- Carl Steven (VF : Vincent Barazzoni) : Tommy Pervis
- Mark L. Taylor : Donald « Don » Forrester
- Kimmy Robertson : Gloria Forrester
- Lou Cutell : Dr Brainard
- Laura Waterbury (VF : Laure Sabardin) : la policière
- Trevor Galtress : le policier
- Martin Aylett : Harold Boorstein
- Janet Sunderland : Lauren Boorstein
- Craig Richard Nelson (VF : Jean-Pierre Leroux) : Pr Frederickson (non crédité)

## Production
Chevy Chase et John Candy sont envisagés pour incarner Wayne Szalinski mais refusent le rôle. John Candy suggère Rick Moranis.
Le tournage a lieu au Mexique, notamment aux studios Churubusco, ainsi qu'à Vancouver et en Californie (Beverly Hills, Los Angeles et San Diego).

## Accueil

### Critique
Sur le site agrégateur de critiques Rotten Tomatoes, le film obtient un score de 77 % de critiques favorables, sur la base de 35 critiques collectées et une note moyenne de 6,30/10 ; le consensus du site indique : « Même si ses effets spéciaux occupent le devant de la scène, [Chérie, j'ai rétréci les gosses] offre toujours un sens de l'aventure charmant et plein d'entrain pour toute la famille ». Sur Metacritic, le film obtient une note moyenne pondérée de 63 sur 100, sur la base de 11 critiques collectées ; le consensus du site indique : « Avis généralement favorables ».

### Box-office
Aux États-Unis, le film a engrangé plus de 20 millions de dollars de recettes dès son premier week-end. Il totalisera finalement 130 724 172 dollars sur le sol américain (5e plus gros succès au box-office de l'année 1989) et 222 724 172 dollars dans le monde, pour un budget de production d'environ 18 millions.

## Distinctions
- British Academy Film Awards 1991 : BAFTA des meilleurs effets visuels.

## Suites et adaptations
Ce film a fait l'objet de deux suites : Chérie, j'ai agrandi le bébé (Honey, I Blew Up the Kid) de Randal Kleiser en 1992 et Chérie, nous avons été rétrécis (Honey, We Shrunk Ourselves) de Dean Cundey en 1997.
Les parcs Disney reprennent les personnages de ce film pour le besoin de la projection tridimensionnelle intitulée Chérie, j'ai rétréci le public (Honey, I Shrunk The Audience) en 1998, sous la réalisation de Randal Kleiser.
La franchise est également adaptée sous forme de série, sous le même titre (Honey, I Shrunk the Kids: The TV Show), diffusée de 1997 à 2000.

## Dans la culture populaire
Dans la série télévisée Alvin et les Chipmunks, l'épisode « Hey, on a rétréci les adultes » (saison 8, épisode 13, « Funny, We Shrunk the Adults ») parodie le film.